# 布拉 (安松戈省)
布拉（法語：Bourra），是馬里的城鎮，位於該國東部，由加奧區的安松戈省負責管轄，處於尼日爾河左岸，面積2,323平方公里，2009年人口19,163，人口密度每平方公里8.2人。
15°28′25″N 0°42′35″E / 15.47361°N 0.70972°E